# Las confesiones de Dorian Gray
The Confessions of Dorian Gray es un drama de audio para adultos creado por Big Finish con Alexander Vlahos como Dorian Gray. Inspirada en la clásica historia de hedonismo y corrupción de Oscar Wilde, El retrato de Dorian Gray, Las confesiones de Dorian Gray imagina un mundo donde Dorian Gray era real, y su amistad con Oscar Wilde creó la famosa novela.

## Creación
El personaje de Dorian Gray apareció por primera vez en la historia Shades of Gray, la segunda del set Legion, perteneciente a la serie de Bernice Summerfield, otra serie producida por Big Finish.
En la historia Shades of Gray se implica que Dorian había logrado la inmortalidad a través de un acuerdo con una entidad llamada "El Coleccionista". Sin embargo, de acuerdo con Big Finish la serie no es un spin off del universo de Doctor Who aunque ha habido varias apariciones del personaje de Dorian en otras producciones asociadas a los dramas de audio de este universo.
Dentro de la serie, la novela de Oscar Wilde es una obra de ficción basada en eventos que le sucedieron al "real" Dorian Gray alrededor de 1882 también dramatizado por Vlahos en el drama El retrato de Dorian Gray.

## Episodios

### Big Finish Classic
| # | Año  | Título                    | Autor                                        | Otros personajes                                             | Publicado    |
| - | ---- | ------------------------- | -------------------------------------------- | ------------------------------------------------------------ | ------------ |
|   | 1872 | El retrato de Dorian Gray | Oscar Wilde, dramatizado por David Llewellyn | Lord Henry Wotton, Basil Hallward, Sibyl Vane, Alan Campbell | Agosto, 2013 |

### Las Confesiones de Dorian Gray

#### Serie 1 ==
| #   | Año  | Título                     | Autor           | Otros personajes | Publicado         |
| --- | ---- | -------------------------- | --------------- | ---------------- | ----------------- |
| 1.1 | 1900 | This World Our Hell        | David Llewellyn | Oscar Wilde      | Octubre de 2012   |
| 1.2 | 1940 | The Houses in Between      | Scott Harrison  |                  | Noviembre de 2012 |
| 1.3 | 1956 | The Twittering of Sparrows | Gary Russell    | Isadora Rigby    | Noviembre de 2012 |
| 1.4 | 1986 | The Heart that Lives Alone | Scott Handcock  | Tobias Mathews   | Noviembre de 2012 |
| 1.5 | 2007 | The Fallen King of Britain | Joseph Lidster  | Simon Darlow     | Noviembre de 2012 |

##### Series 1 Special
| #  | Año  | Título                   | Autor    | Otros personajes                                           | Publicado      |
| -- | ---- | ------------------------ | -------- | ---------------------------------------------------------- | -------------- |
| X1 | 1912 | Ghosts of Christmas Past | Tony Lee | Sherlock Holmes, James Moriarty, Sibyl Vane, Alan Campbell | Diciembre 2012 |

#### Series 2
| #   | Año        | Título                          | Autor           | Otros personajes                    | Publicado      |
| --- | ---------- | ------------------------------- | --------------- | ----------------------------------- | -------------- |
| 2.1 | 2012       | The Picture of Loretta Delphine | Gary Russell    |                                     | Julio de 2013  |
| 2.2 | 1964       | The Lord of Misrule             | Simon Barnard   |                                     | Agosto de 2013 |
| 2.3 | 1939       | Murder on 81st Street           | David Llewellyn | Dorothy Parker, The Golem of Prague | Agosto de 2013 |
| 2.4 | 1913       | The Immortal Game               | Nev Fountain    | Dr Jekyll & Mr Hyde                 | Agosto de 2013 |
| 2.5 | 2012, 1879 | Running Away with You           | Scott Handcock  |                                     | Agosto de 2013 |

##### Series 2 Specials
| #  | Año  | Título                       | Autor                              | Otros personajes              | Publicado      |
| -- | ---- | ---------------------------- | ---------------------------------- | ----------------------------- | -------------- |
| X2 | 1920 | The Prime of Deacon Brodie   | Roy Gill                           | Deacon Brodie, James Anderson | Octubre 2013   |
| X3 | 1999 | The Mayfair Monster - Part 1 | Alexander Vlahos, Jolyon Westhorpe | Old Dorian, Natalie Isaacs    | Diciembre 2013 |
| X3 | 2000 | The Mayfair Monster - Part 2 | Alexander Vlahos, Jolyon Westhorpe | Old Dorian, Natalie Isaacs    | Enero 2014     |

#### Series 3
| #   | Año  | Título                | Autor           | Otros personajes                                          | Publicado      |
| --- | ---- | --------------------- | --------------- | --------------------------------------------------------- | -------------- |
| 3.1 | 2014 | Blank Canvas          | James Goss      | Old Dorian                                                | Noviembre 2014 |
| 3.2 | 2014 | The Needle            | David Llewellyn | Simon Darlow                                              | Noviembre 2014 |
| 3.3 | 2014 | We Are Everywhere     | Roy Gill        | Victoria Lowell                                           | Noviembre 2014 |
| 3.4 | 2014 | Echoes                | Gary Russell    | Victoria Lowell                                           | Noviembre 2014 |
| 3.5 | 2014 | Pandora               | Xanna Eve Chown |                                                           | Noviembre 2014 |
| 3.6 | 2014 | Heart and Soul        | Cavan Scott     | Tobias Mathews, Victoria Lowell                           | Noviembre 2014 |
| 3.7 | 2014 | Displacement Activity | Scott Handcock  | Tobias Mathews, Victoria Lowell, Old Dorian, Henry Wotton | Noviembre 2014 |
| 3.8 | 2014 | The Darkest Hour      | Scott Handcock  | Tobias Mathews, Victoria Lowell, Old Dorian, Henry Wotton | Noviembre 2014 |

##### Series 3 Specials
| #   | Año  | Título         | Autor          | Otros personajes | Publicado      |
| --- | ---- | -------------- | -------------- | ---------------- | -------------- |
| 3X  | 1947 | Frostbite      | Mark B. Oliver | Mina Harker      | Diciembre 2014 |
| 4SP | 1996 | Trick or Treat | Scott Handcock | Trick or Treater | Octubre 2015   |

#### Series 4
| #   | Año  | Título                    | Autor           | Otros personajes | Publicado      |
| --- | ---- | ------------------------- | --------------- | ---------------- | -------------- |
| 4.1 | 1968 | The Enigma of Dorian Gray | Roy Gill        |                  | Noviembre 2015 |
| 4.2 | 1974 | Freya                     | Sam Stone       |                  | Noviembre 2015 |
| 4.3 | 1998 | Human Remains             | James Goss      |                  | Noviembre 2015 |
| 4.4 | 1929 | His Dying Breath          | George Mann     |                  | Noviembre 2015 |
| 4.5 | 1900 | Banshee                   | Xanna Eve Chown |                  | Noviembre 2015 |
| 4.6 | 1974 | The Abysmal Sea           | David Llewellyn | Alyssa Symes     | Noviembre 2015 |
| 4.7 | 2009 | Inner Darkness            | Mark B. Oliver  |                  | Noviembre 2015 |
| 4.8 | 1949 | The Living Image          | Matt Fitton     |                  | Noviembre 2015 |

#### The Spirits of Christmas
| #   | Año  | Título                    | Autor         | Otros personajes                            | Publicado         |
| --- | ---- | ------------------------- | ------------- | ------------------------------------------- | ----------------- |
| 5SP | 2015 | Desperately Seeking Santa | Tim Leng      | Tobias Mathews, Santa Claus                 | Diciembre de 2015 |
| 5SP | 2015 | All Through the House     | Alan Flanagan | Tobias Mathews, Isadora Rigby, Simon Darlow | Diciembre de 2015 |

#### Series 5
| #   | Año  | Título                       | Autor           | Otros personajes | Publicado    |
| --- | ---- | ---------------------------- | --------------- | ---------------- | ------------ |
| 5.1 | 1888 | One Must Not Look At Mirrors | Guy Adams       | Oscar Wilde      | Octubre 2016 |
| 5.2 | 1915 | Angel of War                 | Roy Gill        | James Anderson   | Octubre 2016 |
| 5.3 | 1948 | The Valley of Nightmares     | David Llewellyn | Dorothy Parker   | Octubre 2016 |
| 5.4 | 2016 | Ever After                   | Scott Handcock  |                  | Octubre 2016 |

#### The Lost Confessions
| #   | Año    | Título                 | Autor                          | Publicado   |
| --- | ------ | ---------------------- | ------------------------------ | ----------- |
| 6.1 | 1915   | Last Man Standing      | Scott Harrison, Scott Handcock | Agosto 2019 |
| 6.2 | 1930   | There Are Such Things… | Scott Harrison, Scott Handcock | Agosto 2019 |
| 6.3 | Futuro | The Last Confession    | Scott Harrison, Scott Handcock | Agosto 2019 |

##### Special
| #   | Año  | Título    | Autor          | Publicado  |
| --- | ---- | --------- | -------------- | ---------- |
| 6SP | 2020 | Isolation | Scott Handcock | Marzo 2020 |

"The Lost Confessions" cuenta con historias que fueron descartadas anteriormente y se convirtieron en prosas. La última historia, "The last Confession" sería el final de la serie, en lugar de "Ever After", pero fue reemplazado antes de la producción. Este lanzamiento actúa como un "segundo final" de la serie. En 2020, debido a la pandemia por el COVID-19, se lanzó un especial de la serie ubicado entre "Ever After" y "The Last Confession", "Isolation".

#### El Aniversario

##### Sinopsis
Londres, 1987. A medida que Dorian y Tobias se acercan a su primer aniversario, cada uno reflexiona sobre el tiempo que han pasado juntos. Desde el día en que se conocieron en el Royal Crescent hasta sus aventuras más recientes en Mayfair (2000), ambos tienen secretos que han estado ocultando al otro... Pero ahora es el momento de hacer sus confesiones más sinceras.
| #   | Año               | Título       | Autor          | Otros personajes           | Publicado    |
| --- | ----------------- | ------------ | -------------- | -------------------------- | ------------ |
| 7SP | 1987, 1920s, 1976 | Dear Dorian  | Scott Handcock | Tobias Matthews            | Octubre 2022 |
| 7SP | 1987              | To Toby      | Scott Handcock | Tobias Matthews, Mnemosyne | Octubre 2022 |
| 7SP | c2010             | Gray Matters | Scott Handcock |                            | Octubre 2022 |

##### The Confessions of Dorian Gray: Before Your Eyes
Alexander Vlahos vuelve como Dorian Gray en un cortometraje de 10 minutos que marca una década de la serie de audio. Otros actores que aparecen en el corto son Timothy Blore, Georgia Curtis y David O'Mahony. Fue estrenada el 27 de octubre de 2022 en el canal de YouTube de Big Finish, escrita por Scott Handcock y dirigida por David O'Mahony.

## Personajes
- Dorian Gray (Alexander Vlahos):  es el personaje principal de la serie The Confessions of Dorian Gray. Maldecido por fuerzas desconocidas con inmortalidad a la edad de dieciocho años, sus heridas físicas, espirituales y morales y la degradación se transfieren de su cuerpo a su retrato maldito.

### Otros
- Oscar Wilde (Steffan Rhodri):  era un amigo y amante de Dorian Gray que basó su infame libro en la vida de Dorian. Conoció a Dorian en una librería en París, donde eligió un libro para Oscar. Luego comenzó una relación con él mientras todavía estaba casado con Constance Wilde.
- Tobias "Toby" Matthews (Hugh Skinner): novio de Dorian Gray. Conoció a Dorian en una fiesta en Whitby. Era un vampiro. Inicialmente hizo caso omiso a Dorian y se fue de la fiesta. Se burló de Dorian y le hizo jugar por su atención. Le enseñó a pintar.